# Monika Hildenbrand
Monika Hildenbrand ist eine ehemalige deutsche Fußballspielerin.

## Karriere
Hildenbrand stieß 1976 zur NSG Oberst Schiel. Unter der Dachorganisation des Hessischen Landesverbandes verteidigte die Frauenfußballabteilung der NSG Oberst Schiel 1977 die zuvor gewonnene Hessenmeisterschaft und nahm zum wiederholten Male an der Endrunde um die Deutsche Meisterschaft teil. Die erfolgreich gestalteten Spiele im erstmals ausgetragenen Achtel-, Viertel- und Halbfinale beförderten sie und ihre Mannschaft ins erste Finale der Vereinsgeschichte. Trotzte die Mannschaft am 18. Juni im Kreisstadtstadion von Bergisch Gladbach der dort ansässigen SSG 09 im Hinspiel noch ein torloses Unentschieden ab, so unterlag sie dieser am 25. Juni auf den Sandhöfer Wiesen, der Spielstätte des FC Germania 1894 in Frankfurt am Main, durch das Tor von Ingrid Gebauer in der 31. Minute mit 0:1.
Hildenbrands Verbleiben von 1977 bis 1982 ist nebulös; sie tritt erst wieder mit Saisonbeginn 1982/83 für den FSV Frankfurt in Erscheinung. Mit diesem Verein gewinnt sie am Saisonende das hessische Double. In der Endrunde um die Deutsche Meisterschaft schied sie mit ihm im Achtelfinale mit 3:5 – nach Hin- und Rückspiel – gegen den KBC Duisburg aus. Im Wettbewerb um den Vereinspokal gelangen mit dem 2:0 über Viktoria 09 Neunkirchen, mit dem 1:0 über den SC 07 Bad Neuenahr und mit dem 3:0 über den SC Klinge Seckach allesamt Siege im heimischen Stadion am Bornheimer Hang. Doch das Finale an gleicher Stätte am 8. Mai 1983 wurde gegen den KBC Duisburg mit 0:3 verloren.

## Erfolge
NSG Oberst Schiel
- Finalist Deutsche Meisterschaft 1977
- Hessenmeister 1977

FSV Frankfurt
- DFB-Pokal-Finalist 1983
- Hessenmeister und -pokalsieger 1983